# Ibrahima Baba Salle
 (juillet 2025).
Ibrahima Baba Salle est un homme politique sénégalais, maire de la commune de Bakel. 

## Biographie
Originaire de la ville de Kanel (département de Matam), Ibrahima Baba Sall grandit à Bakel, dans la région de Tambacounda. Instituteur de formation, il a été adjoint au maire sous le régime d’Abdoulaye Wade. Il dirige la commune de Bakel depuis 2014 et en est actuellement à son second mandat.
Élu maire de Bakel en juillet 2014,, il est réélu lors des scrutins suivants et supervise des projets de développement communal, notamment dans l’éducation, la santé, l’eau potable et l’amélioration des infrastructures,.
Député à l’Assemblée nationale depuis 2012, réélu en 2017 et 2022, il est membre influent du groupe parlementaire majoritaire Benno Bokk Yakaar,,,.

## Engagement parlementaire et responsabilité nationale
Le 8 juin 2023, Ibrahima Baba Sall a été élu premier vice‑président de l’Assemblée nationale, obtenant 93 voix sur 105 députés, en remplacement d’Abdoulaye Diouf Sarr,,,. Cette élection, marquée par une large approbation, témoigne de sa stature politique au sein de la majorité.

## Initiatives locales à Bakel
En tant que maire, il a été reconduit à la présidence du Réseau des Maires du Bassin du Fleuve Sénégal, et piloté un schéma de coopération transfrontalière (SATI) doté d’un financement public,,,. Il a également inauguré le Complexe municipal Ibrahima Baba Sall en mars 2023, symbolisant un effort concret pour développer l’infrastructure culturelle, sociale et administrative locale,.

## notes de références
1. 1 2  « Portrait commune de BAKEL, Maire et JDET – GROUPE TAATAAN », 4 octobre 2023 (consulté le 29 juillet 2025)
2. 1 2  « Assemblée nationale: Le Député Maire de Bakel, Ibrahima Baba Sall élu nouveau 1er vice-président du Parlement », sur Echo Oriental, 8 juin 2023 (consulté le 29 juillet 2025)
3. ↑  « Seneweb - Infos, news & actualités - L'information du Sénégal en continu - seneweb.com », sur www.seneweb.com (consulté le 29 juillet 2025)
4. ↑  OG, « Le député Ibrahima Baba Sall élu premier vice-président de l’Assemblée nationale », sur Sud Quotidien, 8 juin 2023 (consulté le 29 juillet 2025)
5. ↑  « Parlement de la CEDEAO : le groupe représentant le Sénégal renouvelé/Ibrahima Baba Sall, une marque de confiance », sur Echo Oriental, 31 décembre 2023 (consulté le 29 juillet 2025)
6. ↑  Admin, « Ibrahima Baba Sall, nouveau Premier vice-président de l'Assemblée nationale », sur La Vie Sénégalaise | SENEGAL, 8 juin 2023 (consulté le 29 juillet 2025)
7. ↑  « IBRAHIMA BABA SALL ELU PREMIER VICE-PRESIDENT DE L'ASSEMBLEE NATIONALE », sur SenePlus, 8 juin 2023 (consulté le 29 juillet 2025)
8. ↑  Auteur, « Vice-présidence Assemblée nationale : Ibrahima Baba SALL remplace DIOUF SARR », sur Walf NET, 9 juin 2023 (consulté le 29 juillet 2025)
9. ↑  Lequotidien, « Assemblée nationale : Elu premier vice-président, Ibrahima Baba Sall remplace Abdoulaye Diouf Sarr », sur Lequotidien - Journal d'information Générale, 8 juin 2023 (consulté le 29 juillet 2025)
10. ↑  « Ibrahima Baba Sall élu premier vice-président de l’Assemblée nationale – DEKKBI.com », 8 juin 2023 (consulté le 29 juillet 2025)
11. ↑  Ndarinfo, « Renouvellement du réseau des maires du bassin du fleuve Sénégal (rmbfs) : Le député maire de Bakel Ibrahima baba Sall reconduit... », sur Dernières Actualités de Saint-Louis du Sénégal – NDARINFO.COM (consulté le 29 juillet 2025)
12. ↑  « Bassin du Fleuve Sénégal : Ibrahima Baba Sall appelle à une révolution verte », sur Seneweb.com, 29 juillet 2025 (consulté le 29 juillet 2025)
13. ↑  « Mauritanie : Naissance du réseau des maires du bassin du fleuve Sénégal », sur cridem.org (consulté le 29 juillet 2025)
14. ↑  Marie, « Réseau des maires du Bassin du fleuve Sénégal: le maire de Bakel, Baba Sall, rempile. », 5 janvier 2020 (consulté le 29 juillet 2025)
15. ↑  oubangui médias, « Aire de Conservation de Chinko : Inauguration du mirador de la saline Ndolo », sur Oubangui Médias, 1er février 2025 (consulté le 29 juillet 2025)
16. ↑  « INAUGURATION DU COMPLEXE IBRAHIMA BABA SALL DE BAKEL – Tamba Actu1 » (consulté le 29 juillet 2025)